# Abdolhossein Hazhir
Abdolhossein Hazhir (Kashan, 4 giugno 1902 – Teheran, 5 novembre 1949) è stato un politico iraniano, 32º Primo ministro dell'Iran ucciso da Seyyed Hossein Emami Esfahani, un membro dell'organizzazione islamista Fada'iyan-e Islam.